# 35703 Lafiascaia
35703 Lafiascaia è un asteroide della fascia principale. Scoperto nel 1999, presenta un'orbita caratterizzata da un semiasse maggiore pari a 2,3317305 UA e da un'eccentricità di 0,0907195, inclinata di 4,39633° rispetto all'eclittica.